# アルワルケリア
アルワルケリア（学名：Alwalkeria、「Alick Walkerのもの」の意味）は後期三畳紀に現在のインドに生息した基盤的な竜盤類恐竜の属の一つである。小型で二足歩行の雑食性の恐竜であった。

## 発見と命名
アルワルケリアは最初1987年にサンカール・チャタジーによりWalkeria maleriensis と命名された。属名のワルケリアはイギリスの古生物学者アリック・ウォーカーに献名されたものである。しかし、この最初の属名は外肛動物の一種の属名として先取されたものであった、そのため1994年、チャタジーおよびBen Creislerは新たな属名アルワルケリアへと改名した。種小名maleriensisは化石の発見地であるインド、メレリ累層（Maleri Formation）にちなんだものである。

## 特徴
現在知られている唯一の標本でもあるホロタイプISI R306は部分骨格であり、上顎および下顎の前端部、脊椎各所の28個の部分的な椎骨、ほぼ完全な一個の大腿骨、1個の距骨で構成されている。部分的な頭骨は約4cmである。化石は断片的であるが、歯の形状と生える間隔はエオラプトルのものに非常によく似ている。エオラプトルで上顎の前上顎骨と上顎骨の間に歯のギャップがある。頭部での他の類似点により形態学的根拠に基づいて両者は結びついている。  推定では体長は最大で50cmほどである。

### 歯列と食性
アルワルケリアの上顎の歯列には「異歯性」がある、つまり顎の場所によって異なる歯が生えている。エオラプトルおよび基底的竜脚形類と類似性があり、前方の歯は細く真直ぐで、一方、顎の横の歯は獣脚類のもののように後ろ側に向かって曲がっているものの、鋸歯はない。この歯の配列は草食か肉食かはっきりせず、昆虫や小型の脊椎動物、植物などの様々な餌を食べる雑食動物であったことを示している。
Rauhut and Remes (2005) ではアルワルケリアはキメラであり、頭部の前部はクルロタルシ類のもので、椎骨は他の古代の爬虫類のものであるとしている。しかし大腿骨と距骨は明らかに恐竜のもので、距骨には竜盤類の特徴があるとしている。

## 分類
チャタジーは原記載の際にはアルワルケリア（ワルケリアとして）を基底的獣脚類とした。1996, Loyal et al. (1996)でもこの分類は同意されている。 Paul (1988)では大腿骨の特徴に基づいて、アルワルケリアはヘレラサウルス科（Herrerasauridae）やプロトアビスと関連があり、ヘレラサウルス科に属すると考えられた 。しかしLanger (2004)およびMartínez and Alcober (2009)では、アルワルケリアは獣脚類とするには原始的過ぎるため、基底的な竜盤類であるとされた。現在の科学的総意としてはこの属は竜盤類の基底的位置に置かれている。 

### エオラプトルとの関係
アルワルケリアは系統解析が行われていないが、エオラプトルと類似性があり、恐竜類の系統樹において似た位置を占めるものと示唆される。しかし、エオラプトルの位置をめぐっては議論があり、ある解析では竜盤目に配置される一方、別の解析では獣脚類と竜脚形類の分岐の基底に位置される(Langer 2004)。ポール・セレノは基底的獣脚類に配置している。また、別の研究ではエオラプトルを恐竜類の全く外に配置するものもある。

### 属を識別する解剖学的な特徴
記相（diagnosis）とは生物種（分類群）を他の全ての生物から正確に識別するための解剖学的特長の説明である。全てではないがいくつかの記相となる特徴は固有派生形質である。固有派生形質とはその生物種あるいは分類群のみで獲得された識別可能な固有の解剖学的特徴である。
Chatterjee (1987)に拠ればアルワルケリアは以下の特徴で識別することが可能である
- 胴椎の神経弓の基部に窩がある（ただし椎骨はアルワルケリアのものである可能性が低く、議論がある）。
- 大腿骨頭が大きく広がっている。
- 第四転子が非常に非常に顕著である。

この他にも鋸歯の無い歯、ほとんどの恐竜より比例的に広い下顎の縫合部、非常に大きいな腓骨と距骨の関節など基底的恐竜類の中でもアルワルケリアに独特の特徴がいくつかある。

## 古生態学

### 発掘地と年代
アルワルケリアの標本はインド、Godavari Valleyにあるマレリ累層で発掘されたもののみが知られている。この化石は1974年にサンカール・チャタジーが後期三畳紀カーニアン期にあたる約2億3500万年前から2億2800万年前の泥岩から収集したものである。標本は現在コルカタにあるインド統計大学に収蔵されている。

### 動物相と習性
マレリ累層は古代の湖や川があった場所だと解釈されている。他に未命名の原竜脚類の化石が発見されているが、現在のところアルワルケリアがこの場所で発見され、唯一命名された恐竜である。

## 参照
1. 1 2 3  Chatterjee, S. 1987. A new theropod dinosaur from India with remarks on the Gondwana-Laurasia connection in the Late Cretaceous. In: McKenzie, G.D. (Ed.). Gondwana Six: Stratigraphy, Sedimentology, and Paleontology. Geophysical Monograph 41. Washington, D.C.: American Geophysical Union. Pp. 183–189.
2. ↑  Chatterjee, S. & Creisler, B.S. 1994. Alwalkeria (Theropoda) and Murturneria (Plesiosauria), new names for preoccupied Walkeria Chatterjee, 1987, and Turneria Chatterjee and Small, 1989. Journal of Vertebrate Paleontology 14(1): 142.
3. 1 2  Langer, M.C. 2004. Basal Saurischia. In: Weishampel, D.B., Dodson, P., & Osmolska, H. (Eds.). The Dinosauria (2nd Edition). Berkeley: University of California Press. Pp. 25–46.
4. ↑  Holtz, Thomas R., Jr.; Rey, Luis V. (2007). Dinosaurs: the most complete, up-to-date encyclopedia for dinosaur lovers of all ages. New York: Random House. ISBN 978-0-375-82419-7
5. ↑  Remes, K. and Rauhut, O. W. M. 2005. The oldest Indian dinosaur Alwalkeria maleriensis Chatterjee revised: a chimera including remains of a basal saurischian; p. 218 in Kellner, A. W . A., Henriques, D .D. R. and Rodrigues, T. (eds.), II Congresso Latino-Americano de Paleontologie de Vertebrados. Boletim de Resumos. Museu Nacional, Rio de Janeiro.
6. ↑  R. S. Loyal, A. Khosla, and A. Sahni. 1996. Gondwanan dinosaurs of India: affinities and palaeobiogeography. Memoirs of the Queensland Museum 39(3):627-638
7. ↑  Paul, 1988. Predatory dinosaurs of the world. Simon and Schuster, New York. A New York Academy of Sciences Book. 464 pp.
8. ↑  R. N. Martínez and O. A. Alcober. 2009. A basal sauropodomorph (Dinosauria: Saurischia) from the Ischigualasto Formation (Triassic, Carnian) and the early evolution of Sauropodomorpha. PLoS ONE 4(2 (e4397)):1-12
9. ↑  Sereno, P.C. 1999. The evolution of dinosaurs. Science 284: 2137-2147.
10. ↑  Fraser, N.C., Padian, K., Walkden, G.M., & Davis, A.L.M. 2002. Basal dinosauriform remains from Britain and the diagnosis of the Dinosauria. Palaeontology 45(1): 79-95.

- Norman, D.B. 1990. Problematic Theropods: Coelurosaurs. In: Weishampel, D.B., Dodson, P. & Osmolska, H. (Eds.). The Dinosauria (1st Edition). Berkeley: University of California Press. Pp. 280–305.